# Cel ras

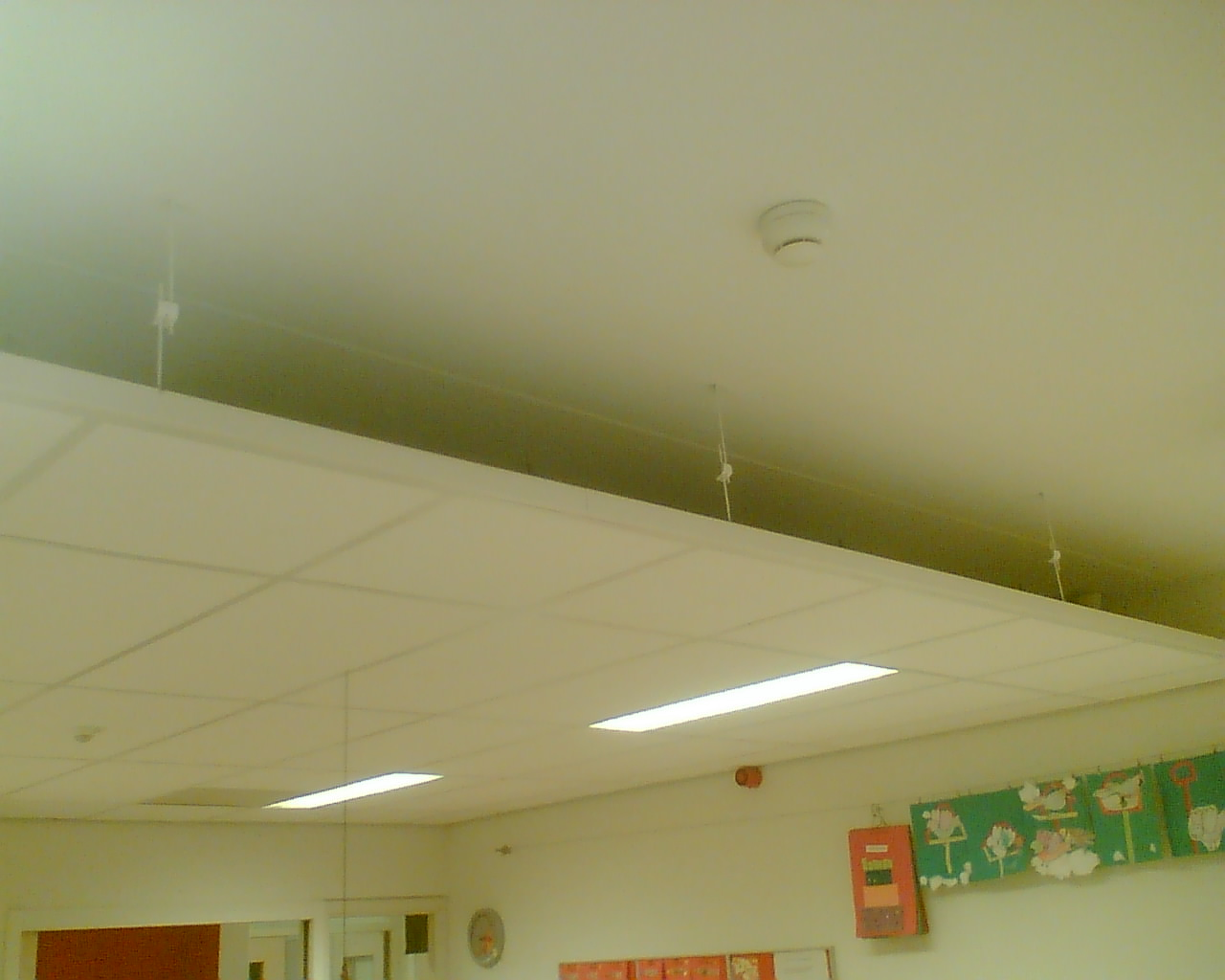
Exemple de sostre fals o cel ras.

El sostre fals o cel ras és un element constructiu situat a certa distància per sota del sostre, del forjat o de la pròpia teulada per la part interior.

## Història
El primer ús de fals sostre del que es té coneixement és al Japó, durant el període Muromachi (entre el 1337 i el 1573) i és amb una finalitat estètica. El teatre Blackfriars a Londres, construït el 1596 disposava d'un fals sostre creat per afavorir l'acústica del local.

## Objectius de disseny
La construcció efectiva d'edificis requereix equilibrar els diversos objectius com son, l'estètic, l'acústic, el factor ecològic i la integració amb la infraestructura de l'edifici, sense oblidar el cost de construcció.

### Estètic
El cel ras modern va ser creat inicialment per amagar la infraestructura de l'edifici, incloent-hi, les canonades, el cablejat o els conductes de ventilació, creant una cambra d'aire per sobre del cel ras permetent l'accés a la mateixa per reparacions i inspeccions. Alguns falsos sostres més moderns també poden amagar els aspersor d'aigua per els sistemes anti-incendis, ja que incorporen plaques sensibles al calor, dissenyades per caure en augmentar la temperatura i així deixar via lliure als ruixadors.
Durant molts anys el cel ras estava construït amb plaques bàsiques de color blanc, degut al cost de construir-les amb altres materials però les innovacions en qüestió de materials han fet que el preu baixi i ara es puguin trobar en diversitat de materials, colors, mides, formes i textures.

### Acústic
Un altre dels objectius més antics del cel ras era el de millorar l'acústica dels llocs on s'instal·lava. El comportament acústic del cel ras ha viscut una millora important d'un temps ençà millorant l'absorció i atenuació del só.

### Factor ecologic
El factor ecològic incideix tant en la qualitat ambiental interior, en paràmetres com la ventilació, les emissions de compostos orgànics volatils, la il·luminació i els sistemes de control de temperatura, com en la sostenibilitat dels materials amb que es fabrica, fent referència tant a la eficiència energètica d'aquests materials, com al ús d'elements reciclats o reutilitzats o la reducció de materials per la construcció dels panells.

### Integració amb la infraestructura
La integració amb els components mecànics, elèctrics i de fontaneria de l'edifici son importants, ja que tots aquests components es troben per definició, a sobre del sostre. La major parts dels productes per construir falsos sostres avui en dia estan dissenyats tenint aquesta integració al cap, ja que, en cas de no ser així, podria repercutir negativament en l'accés i reparació dels components.

### Cost
En els últims anys la construcció de fals sostre té un millor paràmetre de retorn de la inversió (ROI) envers la construcció de sostres de càmera oberta.

## Característiques
El cel ras és un sostre secundari format per habilitar espai pel pas de canonades i canalitzacions o per tal d'alterar les proporcions d'una sala. Aquest espai és anomenat càmera. De forma habitual es construeix mitjançant peces prefabricades, generalment d'alumini, acer, PVC o escaiola, que se situen superposades al forjat i a una certa distància, suportades per filferro, fixacions metàl·liques o de canya i estopa. L'espai comprès és continu (plenum) i serveix per al pas d'instal·lacions.
Durant els últims anys, els sostres falsos d'alumini han experimentat un gran augment en estar fabricats en un material lleuger, econòmic, ecològic (l'alumini és el metall més abundant en l'escorça terrestre i la seva manipulació a partir de menes és substancialment més econòmic que el de qualsevol altre metall) segur i asèptic (l'alumini se sol utilitzar en la indústria alimentària). Aquest element millora el comportament tèrmic i acústic de la construcció i permet la incorporació de punts d'instal·lacions (il·luminació, climatització, etc.).
- Tipus: sostre fals continu (cel ras), sostre fals desmuntable,
- Plaques: llises, amb contramotlle
- Col·locació: amb estopa penjant, amb fixacions metàl·liques, amb filferro

El sostre fals té algunes avantatges respecte a la construcció de sostres tradicionals, una d'elles és que augmenta lleugerament les propietats de reacció i resistència contra el foc dels elements constructius, així com ampliant el temps de propagació d'incendis, depenent del material amb que estigui construït i una altra la facilitat de modificació i d'accés als components de cablejat, canonades, etc per tal de practicar reparacions, ja que amb els sistemes constructius tradicionals s'ha d'obrir el mur per a trobar l'avaria i després s'ha de reconstruir. Com a desavantatge principal està el fet que redueix considerablement la altura constructiva al haver de reservar l'espai pel plenum (l'espai de pas d'instal·lacions) el que pot suposar un problema en espais de poca alçada. També en el cel ras de retícula oculta resulta molt més difícil realitzar les reparacions.

## Estructura
El sostre fals està format per una estructura encadellada de lloses unides per perfils, habitualment metàl·lics, que formen una estructura de retícula. L'element principal de la retícula és el perfil principal i sol tractar-se d'un perfil en T o en U de xapa metàl·lica, suspesa per cables del forjat superior. El perfil transversal és l'element secundari que també és un perfil en T recolzat en els perfils principals. Les lloses a vegades van unides entre si amb llengüetes, tires fines de metall que s'insereixen a les vores de les dues plaques per crear una junta.
El sostre fals integral, és un sistema de sostre fals penjant que inclou els components acústics, d'il·luminació i d'aire condicionat en un conjunt unificat. Sol incorporar un difusor lineal, també anomenat difusor de reixeta, que consisteix en un difusor, llarg i estret, dissenyat per fer circular l'aire a través de canals entre els panells del fals sostre.

## Tipus

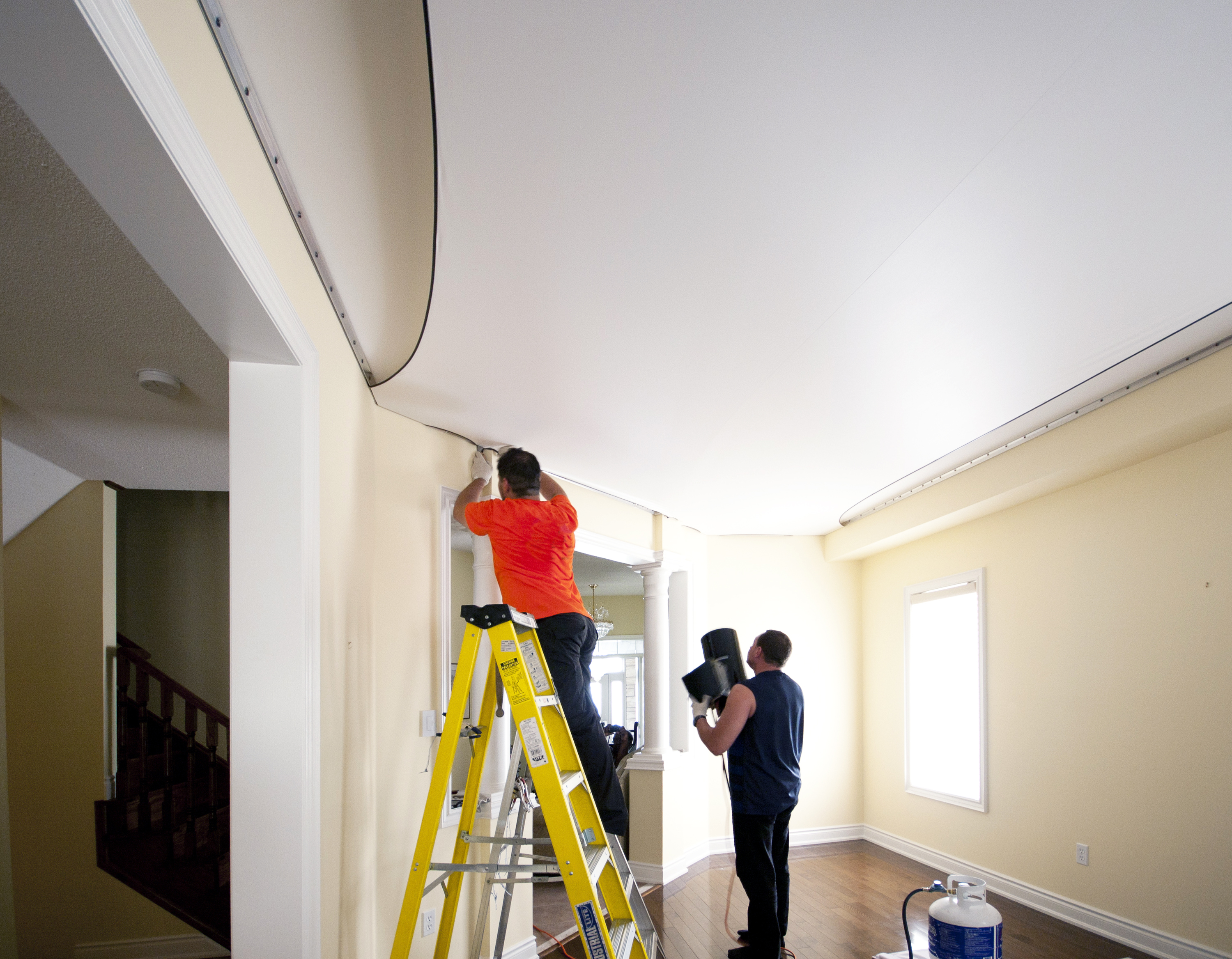
Cel ras tèxtil

Segons el sistema d'unió dels perfils amb les lloses els falsos sostres es poden dividir en:
- Cel ras de retícula vista, en que la retícula metàl·lica està formada per perfils T invertits per que les lloses es recolzin en ells.
- Cel ras de retícula renfosada, on a les lloses se'ls hi ha fet una junta per rebaixar el perfil i aquest queda lleugerament dins de la llosa.
- Cel ras de retícula oculta, on el perfil resta amagat dins d'un canal tallat a les vores de la llosa,[9] el que fa més difícil treure i posar panells en cas de ser necessari. Aquest sistema és més antic i actualment no s'utilitza habitualment pel que cada cop costa més trobar recanvis per les lloses.
- Cel ras tèxtil, és un sistema de sostre penjant que està compost per una pista perimetral d'alumini o pvc, una membrana, que substitueix els panells del sostre fals tradicional, també de pvc o nylon, i la fixació de la membrana a la pista perimetral.